# Monaco ai Giochi della XX Olimpiade
Monaco partecipò ai Giochi della XX Olimpiade che si sono svolti a Monaco di Baviera dal 26 agosto all'11 settembre 1972, con una delegazione di cinque atleti impegnati in due discipline: scherma e tiro. Il portabandiera fu il più giovane della delegazione, lo schermidore ventiseienne Jean-Charles Seneca.
Fu la decima partecipazione del Principato ai Giochi estivi. Non fu conquistata nessuna medaglia.